# Maple Heights, Ohio
Maple Heights là một thành phố thuộc quận Cuyahoga, tiểu bang Ohio, Hoa Kỳ. Năm 2010, dân số của thành phố này là 23138 người.

## Dân số
- Dân số năm 2000: 26156 người.
- Dân số năm 2010: 23138 người.